# Casquinha de sorvete
Uma casquinha de sorvete é uma massa em forma de cone, geralmente feita com uma textura semelhante a um waffle, feita para que o sorvete possa ser transportado e comido sem uma tigela ou colher.

## História

### Século 19
Os primeiros registros de tais cones datam da Roma e Grécia Antiga, mas não está claro quando passaram a ser usados para sobremesas e no sorvete. Historiadores apontam que a França é o berço da casquinha de sorvete: uma ilustração de 1807 mostra uma garota parisiense saboreando uma guloseima que aparenta ser uma casquinha de sorvete, e casquinhas comestíveis foram mencionadas em livros de culinária franceses já em 1825, quando Julien Archambault descreveu algo que poderia ser um cone de "pequenos waffles". Em 1846, o cozinheiro ítalo-britânico Charles Elmé Francatelli descreveu o uso de casquinhas de sorvete como parte de um prato de sobremesa maior.
Já no livro de culinária da Sra. AB Marshall (1888), escrito pela cozinheira inglesa Agnes B. Marshall mostra a evidência mais antiga sobre casquinhas de sorvete. Sua receita mostra as cornetas feitas com amêndoas e assadas no forno. Marshall é, portanto, muitas vezes considerada a inventora da casquinha de sorvete moderna.

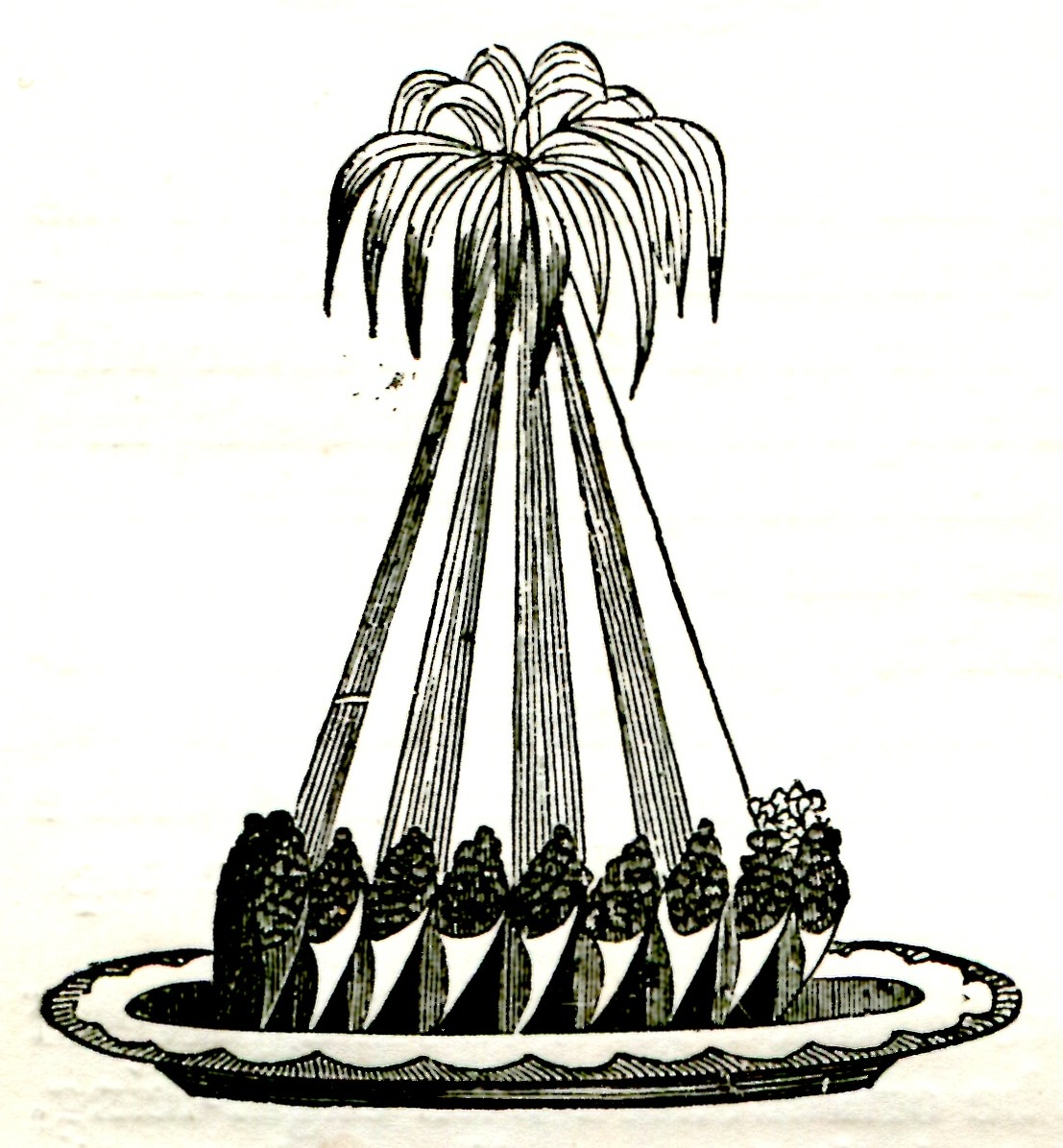
O livro de Charles Elmé Francatelli, de 1846, traz algo semelhante a casquinhas de sorvete.

### Século 20

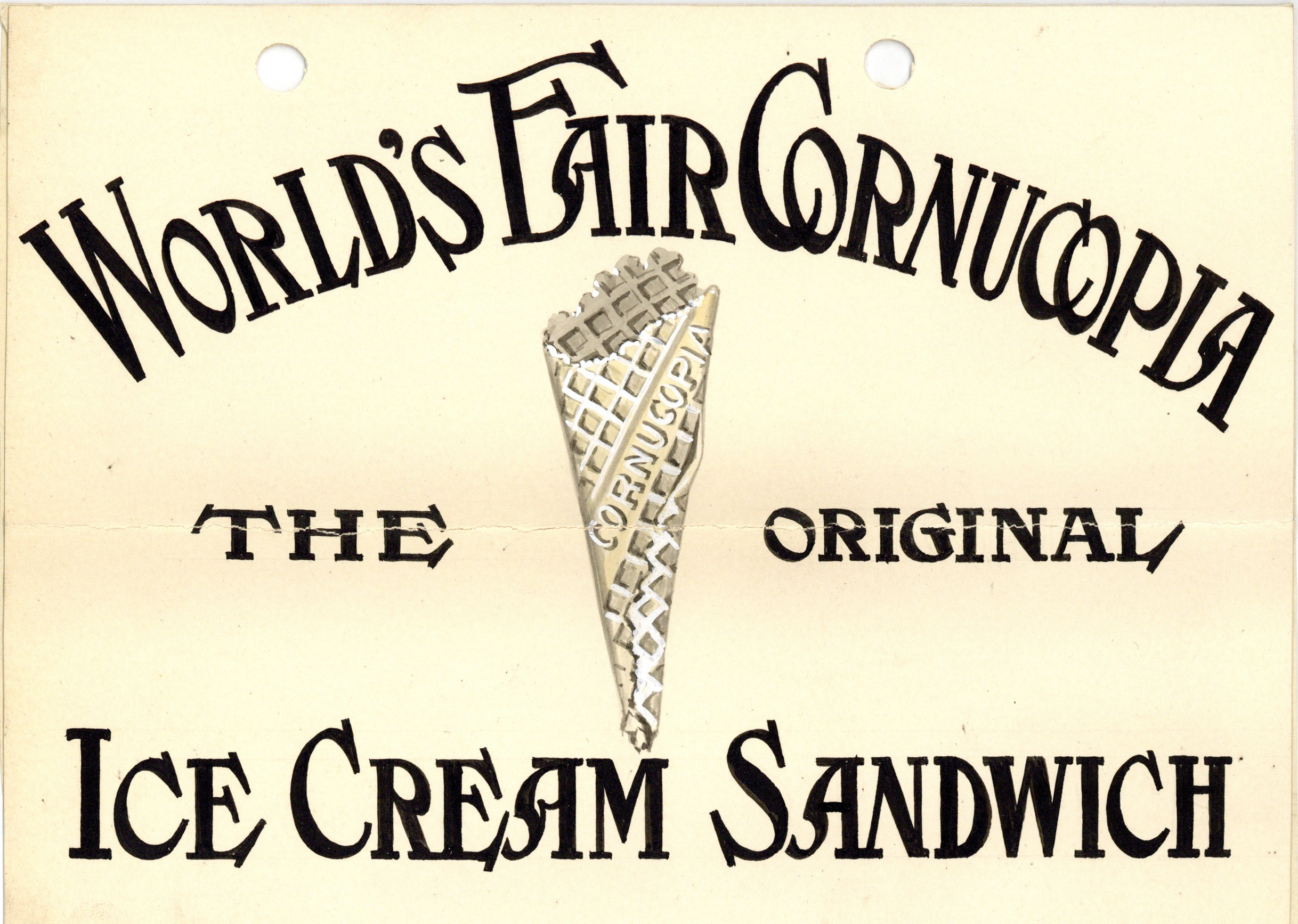
A marca Ice Cream Sandwich ou Ice Cream Cornucopia foi registrada no estado de Missouri e introduzida na Feira Mundial de St. Louis em 1904.

Nos Estados Unidos, os recipientes comestíveis para sorvete ganharam força início do século XX. Em 1902 e 1903, com dois inventores italianos e comerciantes de sorvete, registraram moldes para copos de sorvete. Antonio Valvona, de Manchester, patenteou um aparelho feito "para assar copos de biscoito para sorvete" em um fogão a gás. No ano seguinte, Italo Marchioni, de Nova York, patenteou um modelo de waffle para servir sorvete.
Marchioni era um imigrante italiano que veio para os Estados Unidos no fim do século XIX. Ele começou a vender sorvetes em um carrinho de mão, mas percebeu que os pratos eram pesados de carregar. Com isso, ele criou um porta-sorvetes comestível.
Por sua vez, Valvona tinha como sócio Frank Marchioni, que era primo de Italo Marchioni. O caso das patentes da casquinha de sorvete chegou a parar nos tribunais. Em 1914, a Justiça decidiu que os direitos de produção da casquinha de sorvete eram de Frank e Valvona.
A Exposição Universal de 1904, em St. Louis, é considerado como o momento em que os sorvetes de casquinha se tornaram populares.
Abe Doumar e a família Doumar de Norfolk, Virgínia, também reivindicam o crédito pela casquinha de sorvete. Aos 16 anos, Doumar começou a vender pisa-papéis e outros artigos. Uma noite, ele comprou um waffle de outro vendedor, Leonidas Kestekidès, que foi transplantado de Ghent, na Bélgica, para Norfolk, na Virgínia. Doumar enrolou o waffle e colocou uma bola de sorvete por cima. Ele começou a vender os cones na Exposição de St. Louis. Depois que seus "cones" foram bem-sucedidos, Doumar projetou e fabricou uma máquina de assar com quatro ferros. Na Exposição de Jamestown em 1907, ele e seus irmãos venderam quase 23 mil cones. Depois disso, Abe comprou uma máquina semiautomática, que produzia 20 cones por minuto e abriu a Doumar's Cones and BBQ em Norfolk, que ainda funciona no mesmo local.

### Comércio
Em 1912, um inventor chamado Frederick Bruckman, de Portland, Oregon, aperfeiçoou uma máquina para moldar, assar e aparar casquinhas de sorvete em grande velocidade. Essa invenção abriu caminho para o comércio atacadista de casquinhas de sorvete. Ele vendeu sua empresa em 1928 para a Nabisco.
Em 1928, JT "Stubby" Parker de Fort Worth, Texas, criou uma casquinha de sorvete que poderia ser armazenada no freezer de uma mercearia para ser comercializado com o sorvete como um único item. Ele formou a The Drumstick Company em 1931 para comercializar o produto. A empresa foi comprada pela Nestlé em 1991.
Em 1959, a Spica, uma fabricante italiana de sorvetes com sede em Nápoles, inventou um processo pelo qual o interior do cone de waffle era isolado do sorvete por uma camada de óleo, açúcar e chocolate. Spica registrou o nome Cornetto em 1960. Em 1976, a marca foi adquirida pela Unilever, que tornou a marca como um dos sorvetes mais populares do mundo.

## Galeria

Casquinhas de sorvete
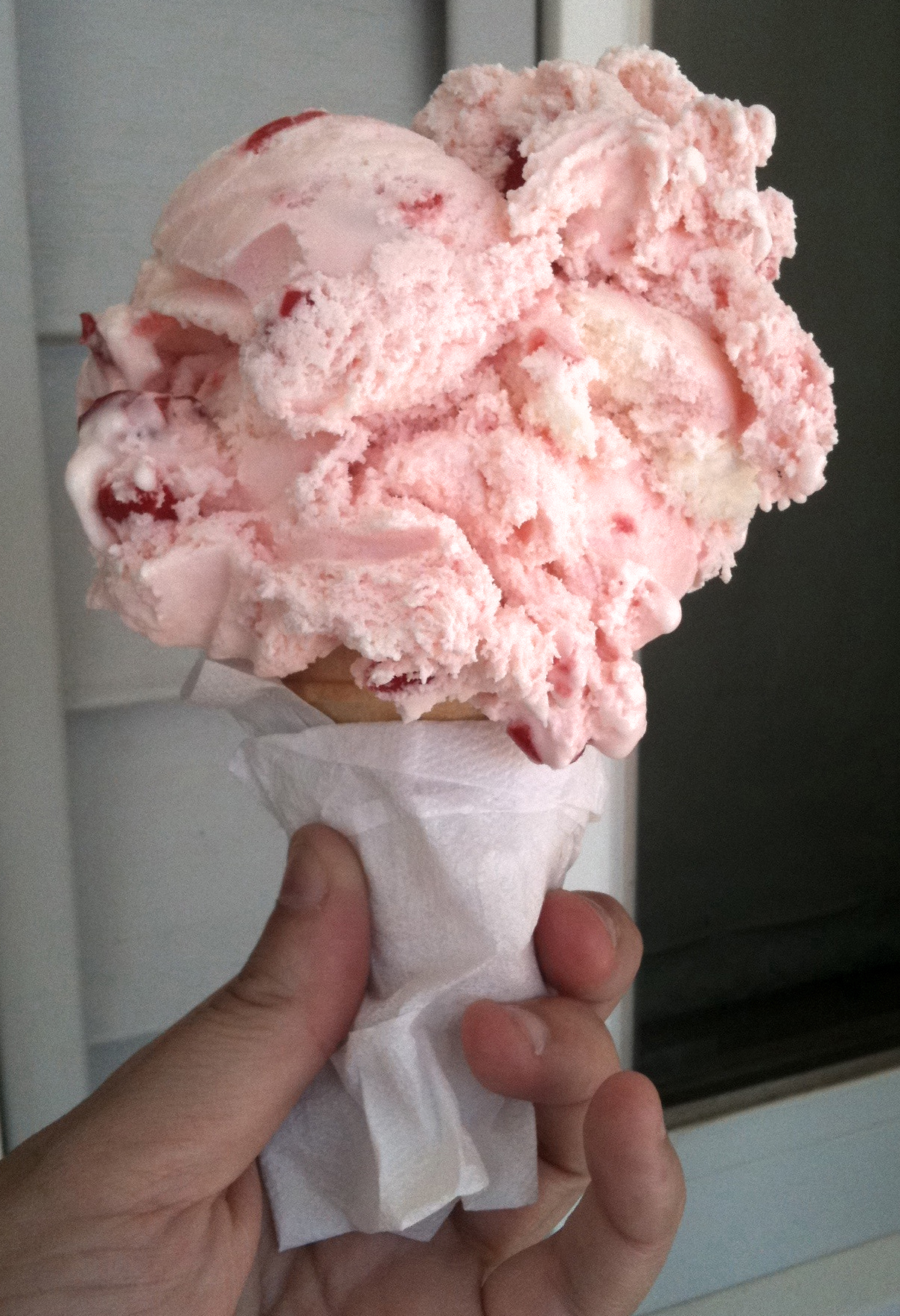
Uma casquinha de sorvete de cereja
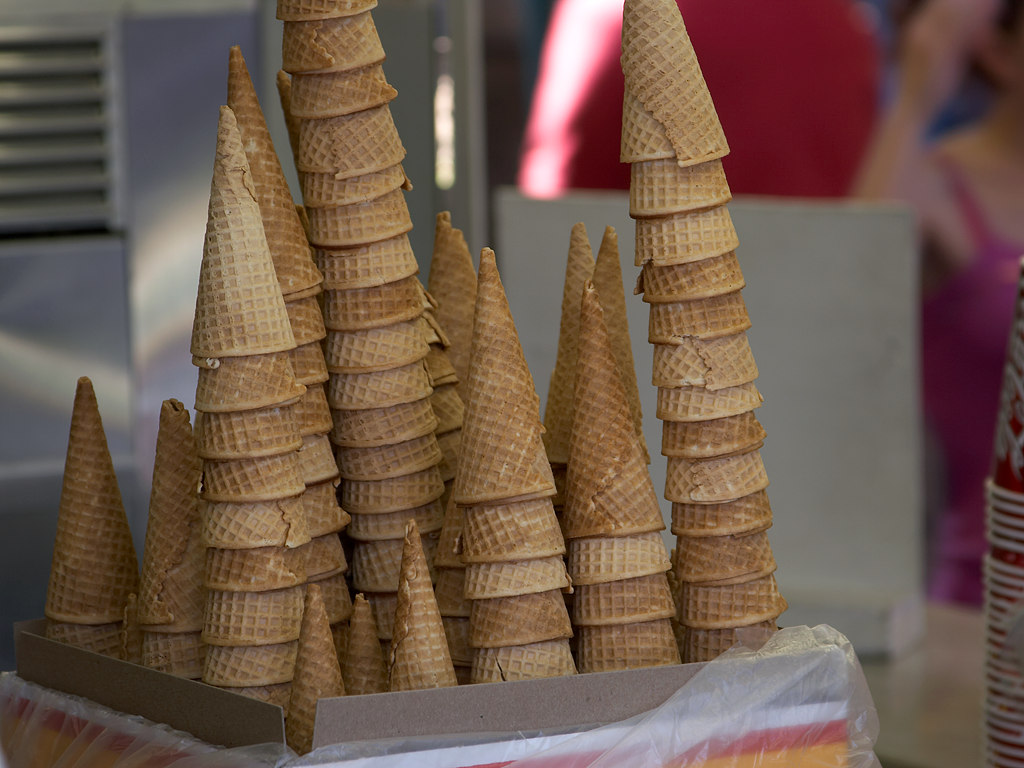
casquinhas vazias
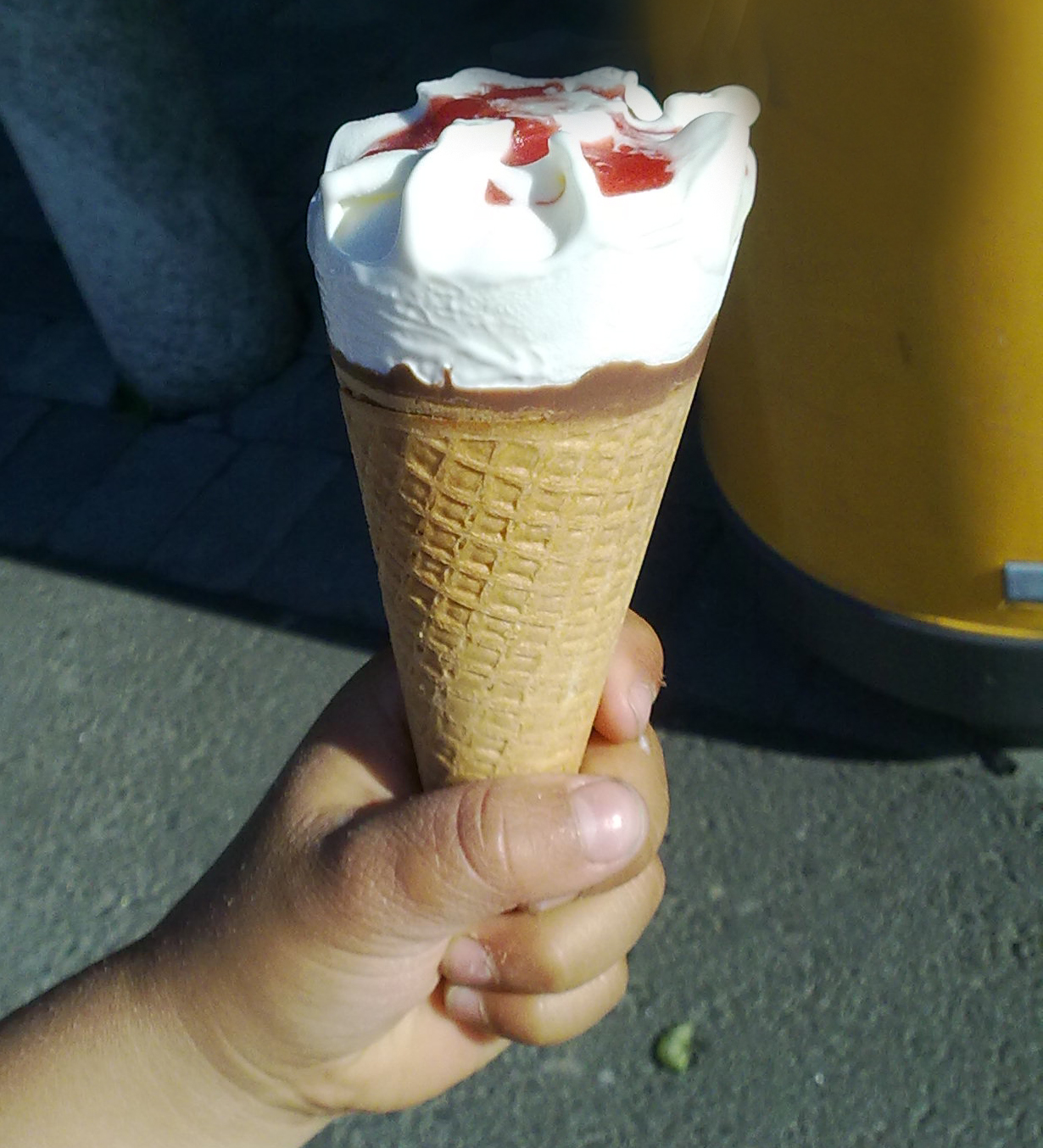
Sorvete de casquinha pré-cheia
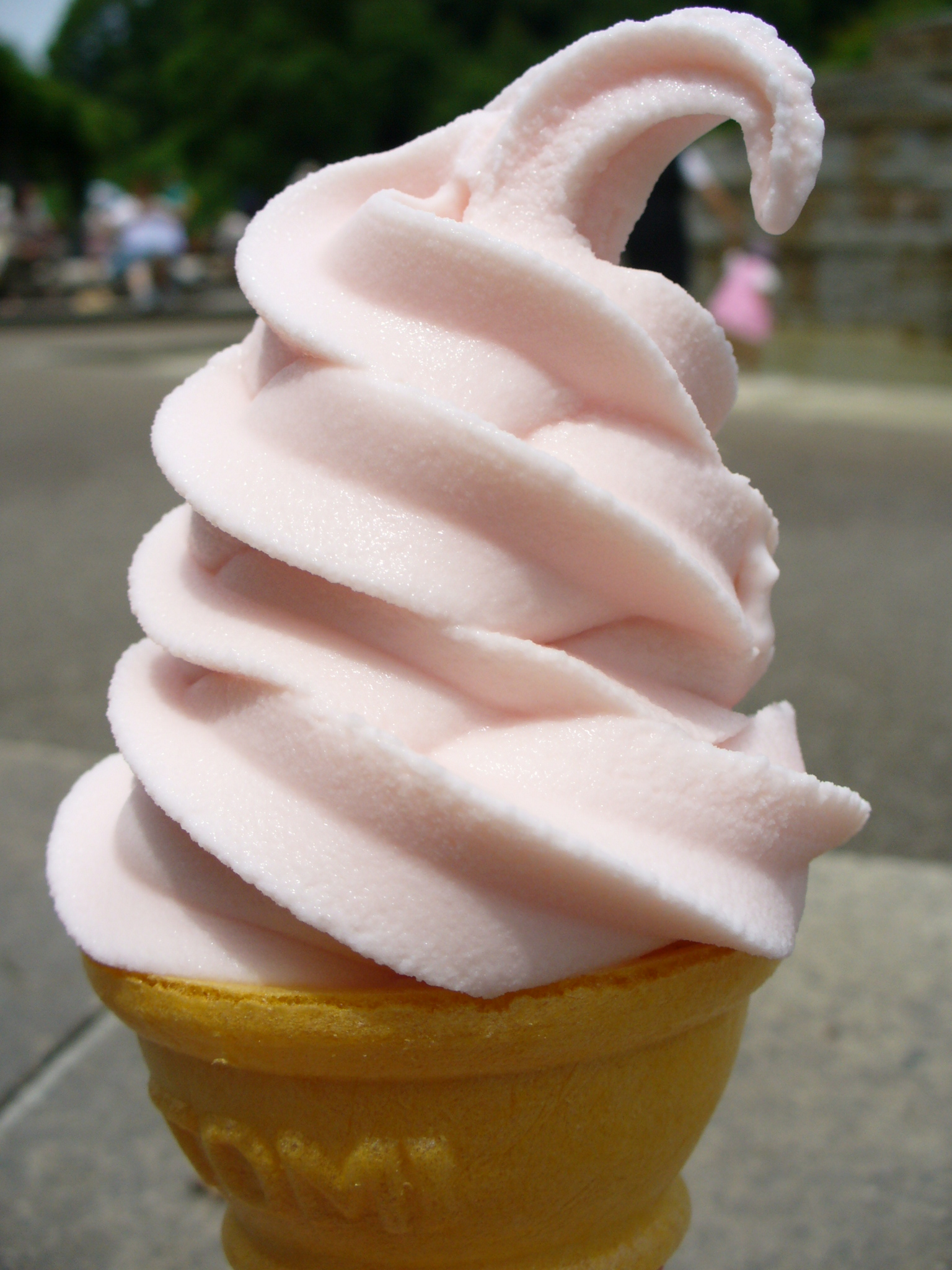
Sorvete macio em casquinha estilo wafer
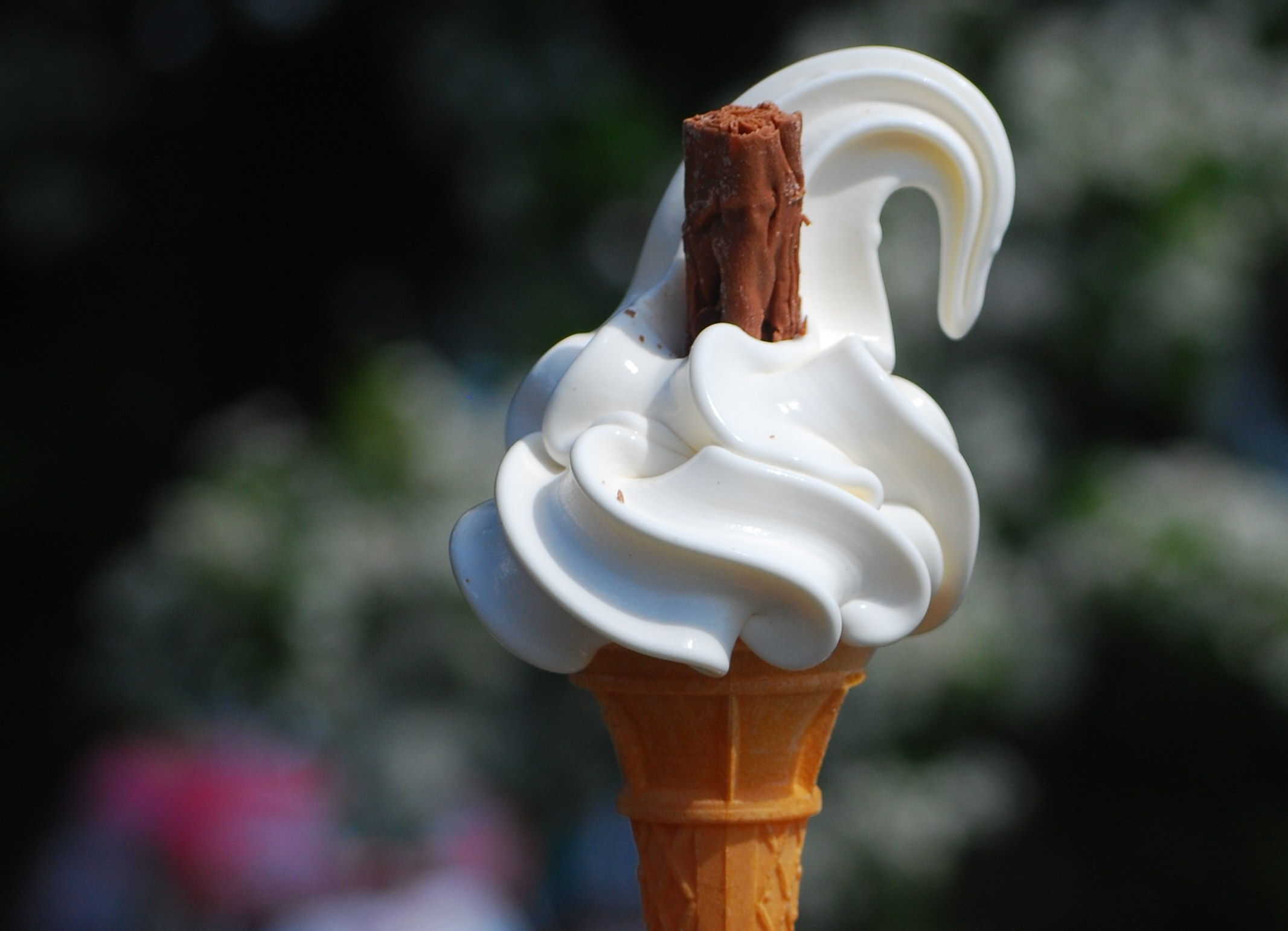
Casquinha de sorvete 99 Flake
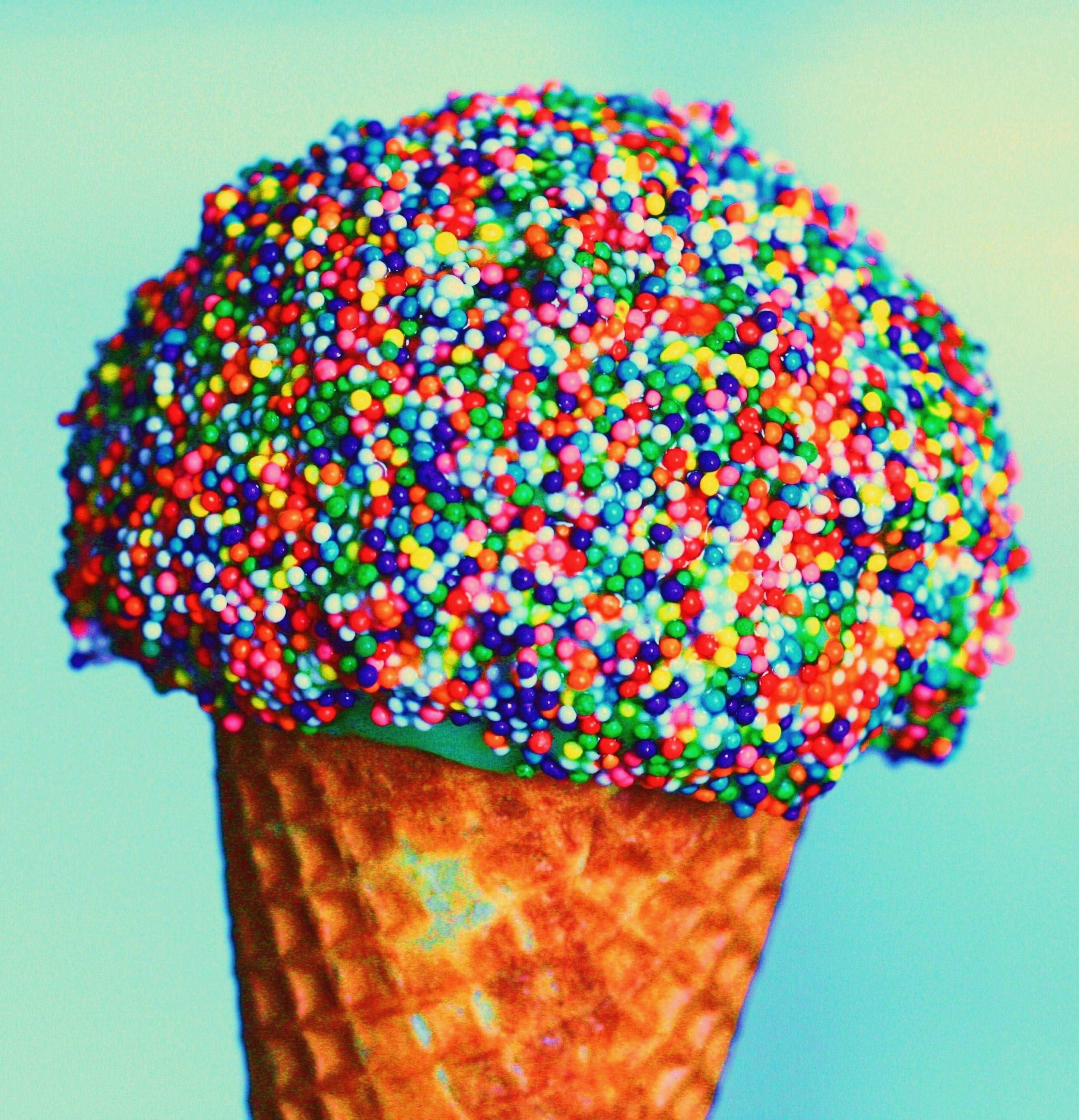
Cone de açúcar mergulhado em granulado de arco-íris
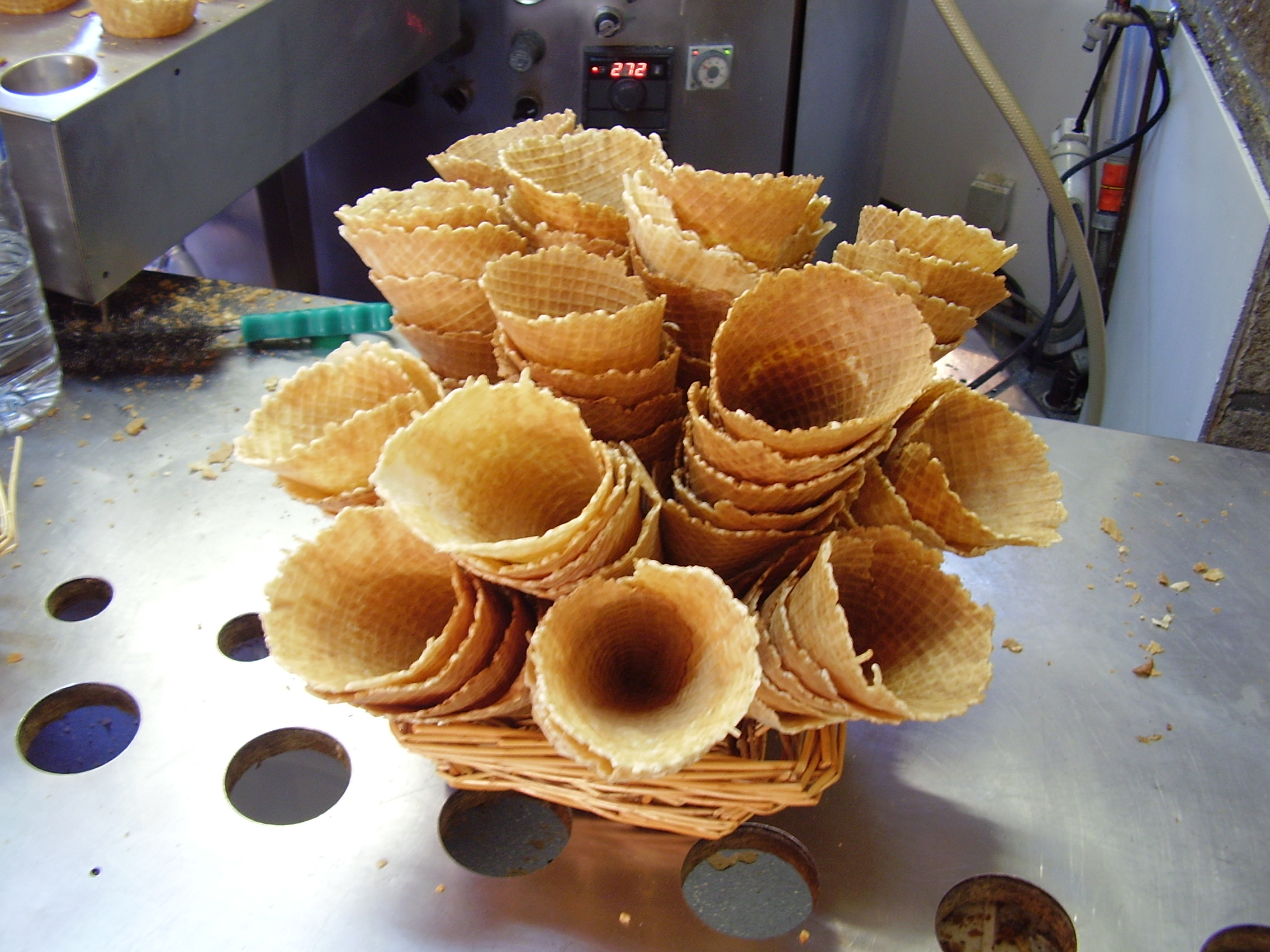
Cone de waffle
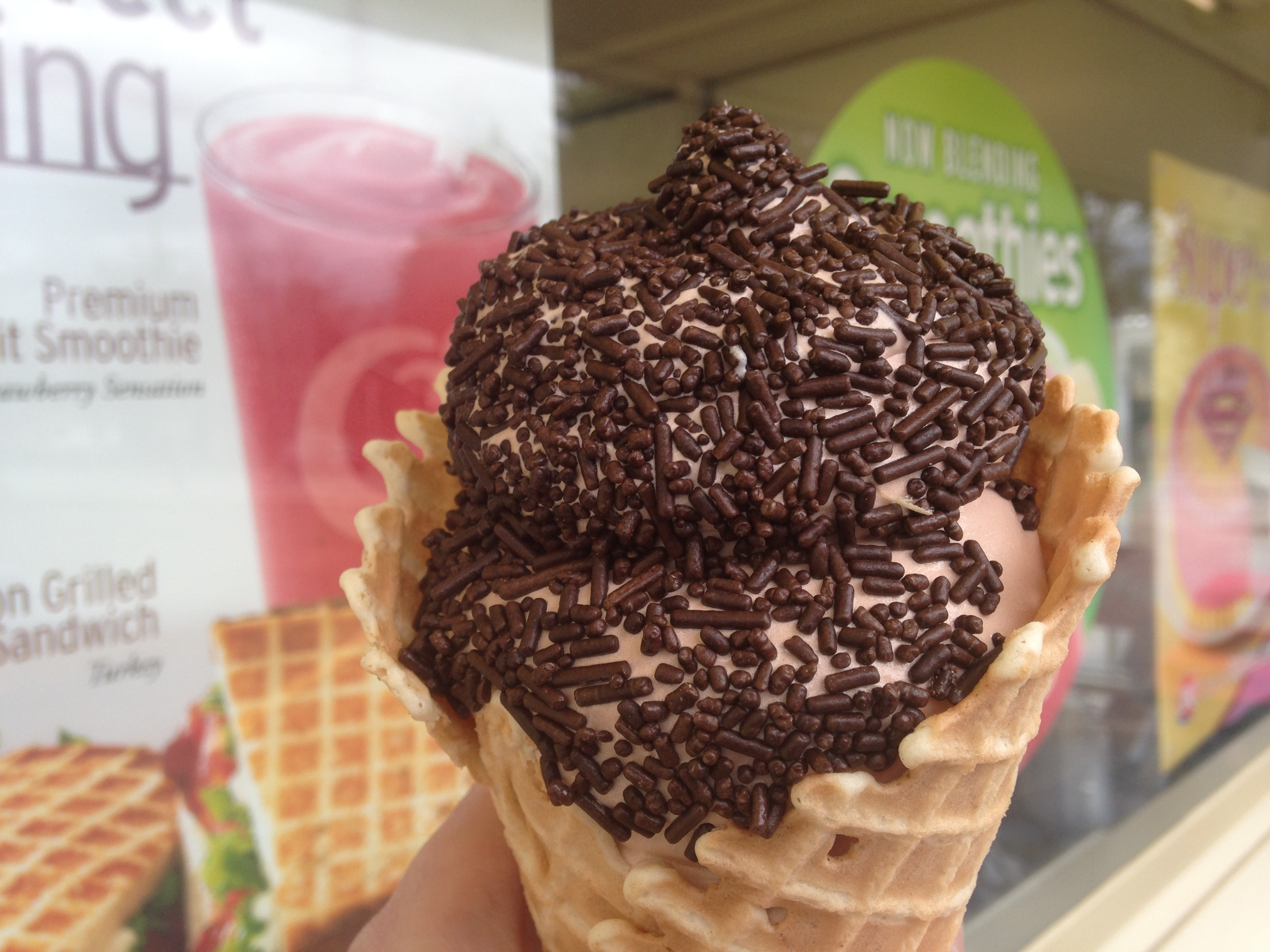
Sorvete cremoso de chocolate com confeitos em casquinha de waffle